# امامزاده عبدالله بن طیار
امامزاده عبدالله بن طیار مربوط به دوره صفوی است و در شهرستان تفت، روستای بنافت دیزه واقع شده و این اثر در تاریخ ۹ اردیبهشت ۱۳۸۲ با شمارهٔ ثبت ۸۵۶۴ به‌عنوان یکی از آثار ملی ایران به ثبت رسیده است.